# ريجي أوستن (ممثل)
ريجي أوستن (بالإنجليزية: Reggie Austin) مواليد 7 يناير 1979، هو ممثل أمريكي بدأ مسيرته الفنية سنة 2001.

## الأعمال

### أفلام
- عقل جميل (2001)
- أصدقاء مع المال (2006)
- الطالع (2006) (بدور: توم بورتمان)

### مسلسلات
- ايلي ستون (2008)
- بونز (2009) (بدور: جيمس بيري)
- ربات بيوت يائسات (2010) (بدور: دوغ بيري)
- حياة غير متوقعة (2010)
- أرض الوطن (2011) (بدور: مات)
- إن سي آي إس (2013)
- الكاذبات الصغيرات الجميلات (2013) (بدور: إدي لامب)
- إن سي آي إس: لوس أنجلوس (2013) (بدور: دينيس مارتن)
- الخادمات المخادعات (2014)
- الكاذبات الصغيرات الجميلات (2014) (بدور: إدي لامب)

## روابط خارجية
- ريجي أوستن على موقع IMDb (الإنجليزية)
- ريجي أوستن على موقع ألو سيني (الفرنسية)
- ريجي أوستن على موقع أول موفي (الإنجليزية)
- ريجي أوستن على موقع قاعدة بيانات الأفلام السويدية (السويدية)
- ريجي أوستن على موقع قاعدة بيانات الفيلم (الإنجليزية)
- ريجي أوستن على موقع كينوبويسك (الروسية)